# Sportklub Vorwärts Steyr
L'Sportklub Vorwärts Steyr és un club de futbol austríac de la ciutat de Steyr.

## Història
El club nasqué el 23 de març de 1919 amb la denominació Steyrer Fußballklub Vorwärts. L'any 1999 entrà en fallida econòmica i fou renascut novament des de les categories inferiors l'any 2001. L'any 2011 ascendí a la lliga regional central (la tercera divisió del país).

## Futbolistes destacats
- Oleh Blokhín
- Elvir Rahimić

## Palmarès
- Erste Liga:
  - 1998-99
- Campionat de l'Alta Àustria:
  - 1919-20, 1920-21, 1921-22, 1922-23, 1939-40, 1945-46, 1948-49, 1954-55, 1969-70, 1974-75, 1978-79, 1981-82, 2010-11
- Copa de l'Alta Àustria:
  - 1937-38, 1948-49, 2009-10
- Campionat de 2. Landesliga:
  - 2008-09
- Campionat de Bezirksliga:
  - 2005-06
- Campionat de 1. Liga:
  - 2004-05
- Campionat de 2. Liga:
  - 2002-03